# Стад (Швеція)

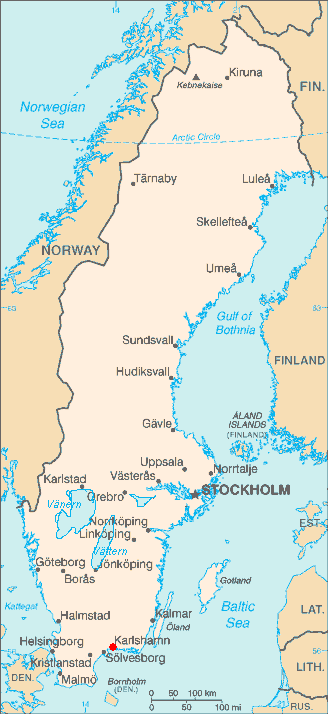
Карта Швеції

Стад (зі шведської: «місто») — шведський термін, який історично використовувався для міських поселень різного розміру. З 1971 року статус не має адміністративного чи юридичного значення в Швеції.

## Історія
Статус міст в Швеції раніше надавався королівським привілеєм, що можна порівняти зі статусом району чи містечка у Сполученному Королівстві до 1970-х років, або статусом міста сьогодні.Муніципалітет не міг назвати себе містом. Для одержання пільг існувало декілька вимог, необхідних для виконання муніципалітетом, наприклад: мати певний розмір, а також мати певні об'єкти. Критерії змінювалися з часом на розсуд Риксдагу чи монарха, але вони обов'язково включали постійний зал міської ради та в'язницю.
У більшості випадків, перш ніж поселення отримувало статус міста, йому надавався статус чепінга (köping), або «торговельного містечка». Виключення з цього могло статися, коли місто було засновано під керівництвом короля, у такому разі воно часто носить ім'я монарха, такого як Крістіанстад або Карлскруна (названий на честь королів Кристіана IV Данського та Карла ХІ Шведського).
У пізньому середньовіччі (1450 р.) Швеція (крім Фінляндії) мала 41 статутне місто. У 1680 році їх було вже 83. Єдиним містом, заснованим і привілейованим у 18 столітті був Естерсунд (1786). У 1863 році в Швеції були введені перші акти місцевого самоврядування.З приблизно 2500 муніципалітетів, які було створено, 88 були привілейовані статусами міст. Основна відмінність цих та інших муніципалітетів полягала в тому, що міста мали свою юрисдикцію, тобто незалежні міські суди. Також існували закони про містопланування та будівництво (Byggnadstadgan 1874), запобігання пожежам (Brandstadgan 1874), громадський порядок (Ordningsstadgan 1868) та охорону здоров'я (Hälsovårdsstadgan 1874), які були обов'язковими для міст. До 1900 року два незначні міста Борнгольм і Хапаранда втратили свої суди, але зберегли титул міста.
З нових міст, привілейованих між 1901 і 1951 роками (44, загальна кількість міст 133) жоден з них не мав власної юрисдикції, але залишився з тим, що отримало назву landsrätt («сільська юрисдикція»).

### Реформи 20-го століття
У середині 20 століття було проведено багато адміністративних реформ, які продовжували зменшувати різницю між сільськими та міськими районами. Поліцейські сили та окружні суди, а також податкова система були централізовані, що зробило адміністрацію єдиною по всій Швеції.
Злиття муніципалітетів зменшило кількість одиниць місцевого самоврядування з максимуму 2532 в 1930 році до менше 300 сьогодні. Отже, до 1970 року більшість муніципалітетів містили як сільські, так і міські райони. Оскільки міські та сільські муніципалітети також з часом отримували однакові обов'язки перед громадянами, то не було потреби диференціювати міста та муніципалітети, оскільки всі мали однакові повноваження. Таким чином, з 1 січня 1971 року всі муніципалітети визначаються як комуни, незалежно від їх колишнього статусу.

## Сучасне використання
Більшість міських районів Швеції, які колись були привілейованими містами, на сьогоднішній день зазвичай називають стадом (містом). Більшість з них також є місцем розташування і відповідних муніципалітетів, хоча термін більше не є адміністративним терміном. У деяких муніципалітетах може бути більше одного колишнього міста, наприклад Ескільстуна і Турсгелла в комуні Ескільстуна; Кунгельв і Марстранд в комуні Кунгельв; Єнчепінг, Гускварна і Гранна, які всі три зараз входять до складу комуни Єнчепінг; місто Вісбі муніципалітету Готланд. Деякі колишні міста також «зрослись», утворюючи одну міську територію.
Кілька комун, які колись були містами, як і раніше, продовжують називати себе «стадами» (містами), наприклад Стокгольм, Гетеборг та Мальме.
Статистичні дані Швеції визначають термін «stad» як місцевість з більш ніж 10 000 мешканцями. Таких наразі 118.

## Міське населення
Найбільші міські райони в 1850 році:
- Стокгольм (93 000 жителів)
- Гетеборг (26 000)
- Норрчепінг (17 000)
- Карлскруна (14 000)
- Мальме (13 000)

Найбільші міські райони в 1900 році:
- Стокгольм (300 624 жителів)
- Гетеборг (130 609)
- Мальме (60 857)
- Норрчепінг (41 008)
- Євле (29 522)
- Гельсінгборг (24 670)
- Карлскруна (23 955)
- Єнчепінг (23 143)
- Уппсала (22 855)
- Еребру (22 013)
- Лунд (16 621)
- Бурос (15 837)
- Гальмстад (15 362)

Нижче наведений перелік найбільших міст Швеції (з населенням понад 50 тисяч осіб) з вказівкою чисельності населення(станом на 2016 рік) та датою здобуття міського статусу. У Швеції налічується 132 населених пункти, що мають статус міста. У найменшому місті — Марстранд, мешкає 375 осіб.
| Місто       | Населення | Лен             | Дата отримання статусу |
| ----------- | --------- | --------------- | ---------------------- |
| Стокгольм   | 851 155   | Стокгольм       | 1250                   |
| Гетеборг    | 516 632   | Вестра Йоталанд | 1619                   |
| Мальме      | 293 909   | Сконе           | 1250                   |
| Уппсала     | 140 454   | Уппсала         | 1286                   |
| Вестерос    | 110 877   | Вестманланд     | 990                    |
| Еребру      | 107 038   | Еребру          | 1200                   |
| Лінчепінг   | 97 428    | Естерйотланд    | 1287                   |
| Гельсінборг | 97 122    | Сконе           | 1085                   |
| Єнчепінг    | 89 396    | Єнчепінг        | 1294                   |
| Норрчепінг  | 83 561    | Естерйотланд    | 1384                   |
| Лунд        | 82 800    | Сконе           | 990                    |
| Умео        | 75 645    | Вестерботтен    | 1622                   |
| Євле        | 71 033    | Євлеборґ        | 1446                   |
| Векше       | 65 000    | Крунуберґ       | 1342                   |
| Седертельє  | 64 619    | Стокгольм       | 1000                   |
| Бурос       | 63 441    | Вестра Йоталанд | 1622                   |
| Карлстад    | 61 685    | Вермланд        | 1584                   |
| Ескільстуна | 60 185    | Седерманланд    | 1659                   |
| Гальмстад   | 55 688    | Галланд         | 1200                   |